# تغراي
التغراي مجموعة إثنية تعيش في الاجزاء الجنوبية  من أريتريا، وفي المرتفعات الشرقية الأثيوبية في إقليم التغراي. يشكلون قرابة الـ 99.6 من نسبة سكان إقليم التغراي الإثيوبي، و6.1 من مجموع سكان إثيوبيا بتعداد يبلغ حوالي 5.7 مليون نسمة. أما المتكلمين باللغة التغرينية فيشكلون 8% من مجموع سكان دولة أريتريا المجاورة لإثيوبيا بتعداد مقداره 350الف نسمة.

كثيراً ما يقع الخلط بين مجموعة التغراي ومجموعة التغري الإريترية التي تتكلم اللغة التغرية وهي لغة سامية إثيوبية قريبة الشبه بلغة التغراي؛ التغرينية وهي لغة متحدرة من اللغة الجعزية.

## الاسم
ليس هناك اسم متفق عليه بصورة كاملة للناطقين باللغة التغرينية، كل الناطقين بالتغرينية في إريتيريا يشار إليهم باسم (بحر -تغرينجا) أو تغرينجا فقط، لكن هناك جزء من متكلمي التغرينية (تغرينجا) من المسلمين يُشار إليهم باسم الجبرتة.

## أعلام التغراي / التغرينجا
- الإمبراطور يوهانس الرابع: إمبراطور إثيوبيا من 1872 حتى 1889.
- راس آلولة إنغيدا بطل معركة عدوة.
- ملس زيناوي: رئيس وزراء إثيوبيا من 1995 إلى 2012.
- أسياس أفورغي: رئيس إريتريا. من 1993 حتى الآن.
- راس مانغيشا يوهانس: ابن الإمبراطور يوهانس الرابع وولي عهده.
- هيلين ملس: المغنية الإريترية الأشهر، ممثلة وعارضة أزياء وناشطة سياسية.
- سبهات غبرإكزابيهير: صحفي، روائي.
- تيدروس أدهانوم غيبريسوس أول مدير أفريقي لمنظمة الصحة العالمية.